# Turrillia ferruginea
Turrillia ferruginea är en tvåhjärtbladig växtart som först beskrevs av Albert Charles Smith, och fick sitt nu gällande namn av Albert Charles Smith. Turrillia ferruginea ingår i släktet Turrillia och familjen Proteaceae. Inga underarter finns listade i Catalogue of Life.